# クランタン州
クランタン州（クランタンしゅう、ラテン文字: Kelantan, ジャウィ: کلنتن、ケランタン州とも）は、マレーシアの行政区画 （州） の一つである。

## 概要
マレーシア東海岸の北部に位置し、南部はパハン州、南東部はトレンガヌ州、西部はペラ州、北部・北西部はタイ王国(ナラーティワート県)と接する。州都は、コタ・バル。

## 隣接州
- トレンガヌ州
- パハン州
- ペラ州
- ナラーティワート県

## 州政府の地方行政区分
1. コタ・バル郡（英語版） （Jajahan Kota Bharu）- コタ・バル市 （Majlis Perbandaran Kota Bharu）
2. パシール・マス郡（英語版） （Jajahan Pasir Mas）- パシール・マス（英語版） （Majlis Daerah Pasir Mas）
3. トゥンパッ郡（英語版） （Jajahan Tumpat）- トゥンパッ町 （Majlis Daerah Tumpat）
4. パシール・プテ郡（英語版） （Jajahan Pasir Puteh）- パシール・プトゥ町 （Majlis Daerah Pasir Puteh）
5. バチョ郡（英語版） （Jajahan Bachok）- バチョ町 （Majlis Daerah Bachok）
6. クアラ・クライ郡（英語版） （Jajahan Kuala Krai）- クアラ・クライ町（英語版） （Majlis Daerah Kuala Krai）
7. マチャン郡（英語版） （Jajahan Machang）- マチャン町 （Majlis Daerah Machang）
8. タナ・メラ郡（英語版） （Jajahan Tanah Merah）- タナ・メラ町 （Majlis Daerah Tanah Merah）
9. ジュリ郡（英語版） （Jajahan Jeli）- ジュリ町 （Majlis Daerah Jeli）
10. グア・ムサン郡（英語版） （Jajahan Gua Musang）- グア・ムサン町 （Majlis Daerah Gua Musang）
11. ロジン自郡（英語版）　(Jajahan Kecil Lojing)　- グア・ムサン町 （Majlis Daerah Gua Musang）

## 地方自治体
- 町
  - クテレ町 （Majlis Daerah Ketereh）
  - ダボン町　(Majlis Daerah Dabong)

## 歴史

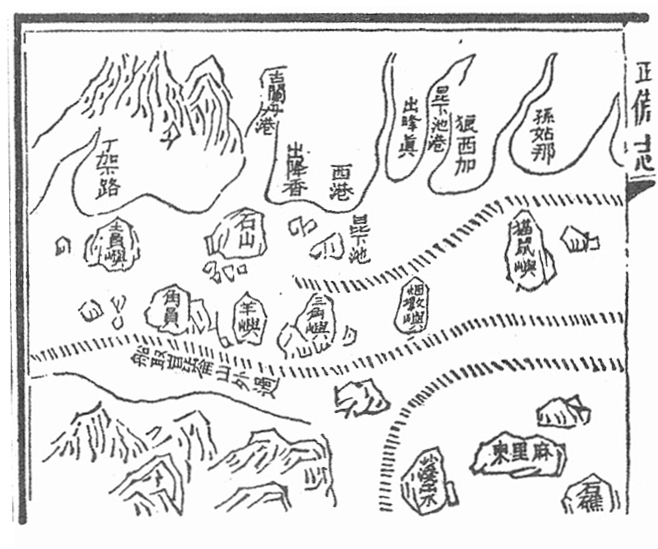
17世紀の「武備志」に掲載されている「茅坤図（鄭和航海図）」。15世紀の鄭和の航海図で、クランタンは吉蘭丹港として明示されている。

### 初期と中世の発展
初期のクランタンは扶南国、クメール王国、チャンパ王国、アユタヤ等とも関係があったが、クランタンは15世紀には独立した王国（スルターン国）であった。明史に「急蘭丹」として記録が残っている。1411年にはラジャ・クマールと言うイスラム系統治者によって統治されており、当時国際的な貿易港として賑わっていた。

### パタニ王国
1499年、クランタンはマラッカ王国の属国となった。1511年のマラッカ陥落の後、クランタンは小部族によって分割され、当時強力であったマレー人王朝のパタニ王国に従属した。17世紀初頭までにはほとんどすべての部族がパタニ王国に従属した。伝説の女傑シティ・ワン・クンバンは、1610年から1667年の間にクランタンを統治していたとされている。1619年、クランタンは貿易と軍事的な利益のため、パタニ王国のラジャ・ビル女王の治世中にパタニ王国と同盟関係を結んだ。その後1651年にクランタンのラジャ・サクティがクーデターを起こしパタニ女王ラジャ・クニンが追放・廃位され、クランタンの王子ラジャ・マス・クランタンがパタニ王国を統治、クランタンによるパタニ王国の統治が始まった 。

### トレンガヌ王国の統治
1760年頃、パタニ出身の貴族であるロン・ユヌスが現在のクランタンの領土を統一し、義父であるトレンガヌ王国の摂政ク・タナン・ワンサによってヤン・ディ・ペルトゥアン・ムダ（クランタンの副統治者）として即位した。事実上、トレンガヌ王国による併合となった。1795年、ロン・ユヌスの後を継いだのは、トレンガヌのスルタン・マンスールによってロン・ユヌスの娘婿テンク・ムハンマドだった。しかし、テンク・ムハンマドの即位はロン・ユヌスの息子たちに反対され、長男のロン・ムハンマドによるトレンガヌとの分離戦争が勃発した。

1924年までのクランタンの国旗

1800年に親トレンガヌ派が敗北し、シャム（現在のタイ）の援助を受けロン・ムハンマドはスルタン・ムハンマド1世として（クランタンの）スルタンとしての新しい称号でクランタンを統治した。その後、スルタンが子供を残さずに亡くなったため、王位をめぐる内戦が再び勃発した。甥のロン・セニク・ムル・ムラが叔父や従兄弟に勝利し、1835年にスルタン・ムハンマド2世として即位した。スルタン・ムハンマド2世は、シャムとの緩やかな同盟を利用して現代のクランタン州の地域を開発し、クランタン川の東岸に新しい要塞を築いた。この要塞は1844年にコタバルとなった。
1909年、シャム（現タイ王国）のラーマ6世は治外法権の撤廃と引き換えに大英帝国にクランタン、ケダ、トレンガヌ、プルリスを割譲（→英泰条約）、イギリス領マラヤのマレー非連合州（Unfederated Malay States）として統治。

### 第二次大戦
1941年12月8日、クランタン州コタバルに日本軍が強襲上陸（→マレー作戦）。クランタンはマレー半島で最初に日本軍が進入した場所となった。1943年8月20日、日本は占領したイギリス領マラヤのうち、タイ王国が1909年に失地したクランタン、ケダ、トレンガヌ、プルリス各四州のタイ領土編入を実施（→「マライ」及「シャン」地方に於ける「タイ」国の領土に関する日本国「タイ」国間条約）。クランタンは1945年8月、第二次世界大戦終結時にマラヤに返還された。
クランタンは1946年にマラヤ連合の一部となり、1948年2月1日にマラヤ連邦に加わり、その後マラヤ危機を経て、他のマラヤ諸州と共に1957年8月31日にマラヤ連邦が独立。1963年9月16日、クランタンはマレーシアが成立し、その州の一つクランタン州となった。

### 現代史
全マレーシア・イスラーム党（PAS）は1959年に初めてクランタンで政権を掌握した。1977年11月、政治危機と市街での暴力闘争を受けて、連邦政府はクランタンに非常事態を宣言した。その後すぐに選挙が行われ、統一マレー国民組織（UMNO）が勝利し、PASは権力を失う。その後、クランタンはUMNOが一部である国民戦線（Barisan Nasional）連合によって統治されたが、1990年の総選挙でPASが圧勝し、州議会の39議席と国会の13議席すべてを獲得した。この成功は、PASが主導する連合、アンガタン・ペルパドゥアン・ウマ（APU、ムスリム統一運動）によって達成された。1995年の総選挙でもPASは再び勝利したが、議席数は減少した。1999年の総選挙で、PASは大勝。2004年の選挙では、マハティール・ビン・モハマドの引退後、新しい指導者アブドゥラ・バダウィのもとで国民戦線が圧勝し、PASはクランタンの支配を失いかけたが、わずか1議席差で保持した。2008年のマレーシア総選挙では、PASは州議会の議席の3分の2を再び獲得した。

## 政治
マレーシアの中でもとりわけ信心深いイスラム教徒が多いとされるクランタン州では1990年から国政レベルでは野党の全マレーシア・イスラーム党（PAS）が政権を握っている。1995年、1999年、2004年に選挙が行われてもなおPASによる政権が続いている。言い換えると、クランタン州はマレーシア国内で唯一、国政レベルでの政権党である国民戦線（統一マレー国民組織（UNMO）を中軸とする与党連合）が政権を掌握していない州である。